# Précigné
Précigné là một xã trong tỉnh Sarthe thuộc vùng Pays-de-la-Loire tây bắc nước Pháp. Xã này nằm ở khu vực có độ cao trung bình từ 20-60 mét trên mực nước biển.